# Costruiamo l'azione
Costruiamo l'azione (CLA) fu un movimento politico italiano di estrema destra nato, alla fine del 1977, parallelamente alla pubblicazione dell'omonima rivista, su iniziativa degli ex ordinovisti Paolo Signorelli e Sergio Calore.
Contrariamente alla gran parte dei movimenti della destra radicale attivi negli anni settanta, l'esperienza movimentista di CLA trovò la sua specificità sul piano politico e strategico nel tentativo di superamento dei cosiddetti opposti estremismi  in previsione di una possibile convergenza operativa con gli omologhi gruppi della sinistra extraparlamentare volta a colpire i simboli del potere statale.
L'arresto di Sergio Calore e di Fabio De Felice, due dei leader dell'organizzazione, contribuì, in concorso con altre ragioni convergenti, al progressivo dissolvimento del movimento che terminò quindi la sua esperienza nel 1980.

## Storia

### La rivista
Nel maggio del 1977, dopo la cattura di Pierluigi Concutelli e di altri neofascisti nell'ambito dell'inchiesta per l'omicidio del giudice Vittorio Occorsio, gli ex ordinovisti scampati all'arresto Sergio Calore, Paolo Signorelli, Massimiliano Fachini e Paolo Aleandri, assieme ad alcuni esponenti della destra radicale come Aldo Semerari e i fratelli Fabio e Alfredo De Felice, decisero di dare vita ad una nuova iniziativa politico-culturale attraverso la pubblicazione di un giornale.
(Paolo Signorelli)
Registrato presso il tribunale di Roma nel gennaio del 1978, il primo numero venne pubblicato agli inizi del 1979, a cui seguirono altre cinque uscite.

### L'ideologia
Apertamente dichiaratosi ostile al Movimento Sociale Italiano - Destra Nazionale, la linea politica del movimento rispecchiava le tre componenti che contribuivano ad animarlo ed essenzialmente corrispondenti a tre diverse generazioni: la vecchia guardia fascista di stampo golpista e massonica, più incline a trattare alla pari con gli uomini di potere dello stato, delle forze armate e della magistratura e che faceva capo essenzialmente a De Felice e Semerari; la frangia riconducibile a Signorelli e Fachini e incentrata maggiormente su principi ordinovisti, da attuarsi attraverso la lotta armata; infine la nuova leva, legata a Calore e Aleandri, che mirava al superamento della tradizione fascista per rivolgersi anche a un "ambiente non vincolato ai limiti della destra", con particolare attenzione all'Autonomia Operaia. La strategia degli attentati fu invece condivisa da tutti, perché l'azione di tipo militare costituiva un denominatore comune nell'ambito della destra eversiva.
Gli ideologi di CLA elaborarono una cosiddetta "strategia dell'attenzione" nei confronti della sinistra radicale: un tentativo, cioè, di superamento degli steccati ideologici del tutto similare a quella strategia di alleanza operativa e di conseguente abbandono della storica contrapposizione con la sinistra radicale e militante prefigurata, in quello stesso periodo, dall'ala spontaneista dell'eversione neofascista impersonata dai Nuclei Armati Rivoluzionari di Valerio Fioravanti. "Nessuno dei nostri dovrà mai attaccare né aggredire gli autonomi, né però dovrà essere loro consentito il contrario." Un tentativo di convergenza che però non poté contare mai su di un reale coinvolgimento della sinistra che bocciò con diffidenza, almeno sul terreno politico, il possibile progetto di cooperazione.
(Sergio Calore)
Quel che è certo è che i militanti di CLA sono assolutamente intenzionati ad abbandonare i vecchi retaggi del passato ancorati al mito dell'organizzazione monolitica, elitaria e strutturalmente rigida e dogmatica, in favore di una strategia rivoluzionaria antisistema che muova essenzialmente dal basso, attraverso un'opera di penetrazione e collegamento dei singoli gruppi che, senza perdere la loro identità e libertà d'azione, si raccordano poi in funzione di un unico disegno politico e operativo, un unico polo di aggregazione per la lotta rivoluzionaria. È la cosiddetta "strategia dell'arcipelago".
Verso la fine del 1979 prevale invece un'altra strategia, ideata da Fabio De Felice e sostenuta da Semerari, secondo la quale l'organizzazione avrebbe cercato di raggiungere il potere non con la strategia rivoluzionaria raccontata ai militanti, ma attraverso varie alleanze con i settori più reazionari delle istituzioni, disponibili a strumentalizzare il terrorismo per una conquista del potere dall'interno. La strategia era resa possibile dalla relazione consolidata con la P2, alla quale De Felice e Semerari appartenevano, e dai rapporti di Signorelli e Fachini con i servizi segreti.

### Attentati ed arresti
Alla fase strategica seguì poi la lotta armata vera e propria, attraverso una campagna di attentati: una serie di azioni terroristiche compiute dal Movimento Rivoluzionario Popolare, braccio armato di CLA, e messe in atto a Roma nel 1978 e nella primavera del 1979, contro simboli del potere istituzionale.
Il 20 aprile del 1979 con una bomba composta da quattro chili e mezzo di tritolo venne fatta esplodere sotto il portale del palazzo Senatorio, all'ingresso della sala consiliare del Campidoglio, provocando gravi danni alle strutture. La strage venne sfiorata per una casualità visto che, solo un'ora prima dello scoppio, si era conclusa la seduta del consiglio comunale ed oltretutto la piazza, solitamente affollata di turisti, era vuota a causa di un temporale.
La campagna di attentati continuò, sempre nella primavera di quel 1979, con una carica di esplosivo piazzata nei pressi del Ministero degli esteri il 4 maggio replicato solo undici giorni dopo, il 15 maggio, con 55 chili di esplosivo fatti deflagrare all'esterno del carcere romano di Regina Coeli.
Il 20 maggio, poi, un'auto imbottita di esplosivo fu collocata a Roma, in piazza Indipendenza, nei pressi del CSM dove, secondo alcuni, sarebbe dovuta esplodere di notte provocando danni soltanto a edifici. La bomba non esplose per un errore nell'innesco e, dalle postume dichiarazione dei pentiti Aleandri e Calore, venne fuori che il timer era stato invece regolato per l'ora in cui la piazza sarebbe stata affollata per un raduno nazionale degli alpini. Marcello Iannilli e Bruno Mariani si assunsero in seguito la responsabilità materiale di questo attentato.
(Dalla relazione della Commissione Parlamentare sul Terrorismo)
Molti degli autori materiali di questi attentati verranno poi individuati, tempo dopo, grazie anche alla collaborazione con l'autorità giudiziaria di uno dei leader di CLA, Paolo Aleandri.
L'ondata di arresti che, verso la fine del 1979, decapita la dirigenza e coinvolge gran parte dei militanti che gravitano intorno al movimento, contribuisce in maniera perentoria alla fine dell'esperienza politica del movimento che di fatto si conclude nell'estate del 1980.